# Eduard Antal
Eduard Antal (* 18. květen 1929, Vidiná – † 21. listopad 2011, Bratislava) byl slovenský malíř.

## Životopis
V letech 1949 – 1953 studoval na Pedagogické fakultě SU v Bratislavě u profesora G. Malla a dalších pedagogů B. Hoffstädtera, E. Nevana, E. Lehotského. Po ukončení studia v roce 1953 nastoupil na místo asistenta na Fakultě architektury a pozemního stavitelství SVŠT v Bratislavě. V roce 1978 byl jmenován docentem pro předmět kreslení a v roce 1988 profesorem pro obor výtvarné umění malířství. Od roku 1955 byl členem Svazu Slovenských výtvarných umělců. V období 1966 – 1972 byl členem Skupiny 66. Je jedním ze spoluzakladatelů Klubu konkrétistů (1968–1972). Tvořil v oblasti komorní malby, grafiky a výtvarného dotváření architektury.

## Tvorba
Východiskem jeho tvorby je příroda, architektura a životní prostředí současné doby, které dále osobitě interpretuje prizmatem geometrické tvarové stylizace. Bol členem Slovenské výtvarné unie, tak i Umělecké besedy slovenské. Jeho tvorba je známá nejen doma, ale i v zahraničí. Uvažoval nad zákony přírody, nad silami pohybu jako je rotace, gravitace, vlnění a hledal jejich plošné, resp. plastické vyjádření. Výrok Eduarda Antala z roku 1969: „Příroda – z ní se učím, vše je v ní přiměřené, logické, v podstatě jednoduché, má svou zákonitost. Snažím se pochopit, že jsem její součástí, ona je součástí vesmíru, tohle všechno poznávat a v tom všem hledat sebe. Jako ona ve svých proměnách vytvářím nové, pokouším se také hledat, snít, vytvářet. Přes všechna napětí hledám klid, ve stálé nespokojenosti vyrovnanost.“ Autor ve svých dílech pracoval s čistou, geometrickou nebo strukturovanou plochou a vyjadřoval ideje čistými výtvarnými prostředky. Obrazy nemají příběh, jsou součástí našeho světa a proto se E. Antal snažil vyvarovat jakéhokoliv citového projevu. Postupně se zbavil i barevných akordů a soustředil se pouze na bílou barevnost. Bílá plocha na bílém podkladě nejvíce vystihuje autorovu tvorbu. Z ostatních uměleckých druhů má Antalovo malířství nejblíže k architektuře, kde vyjadřuje svůj silný vztah ke geometrii a čistotě.

## Individuální výstavy
- 2003 – Čtyři ze sbírky III. Slovenské spořitelny, Městská galerie, Rimavská Sobota
- 2002 – Čtyři ze sbírky III. Slovenské spořitelny, Záhorská galerie, Senica
- 2001 – Eduard Antal – Elvíra Antalová, Městská galerie, Rimavská Sobota
- 2001 – Eduard Antal – Elvíra Antalová, Galerie ADG, Bardejov
- 2000 – NEO GEO, Galerie NOVA, Bratislava
- 1998 – Z tvorby, Poľnobanka, Bratislava
- 1995 – Návraty, Provičný dům, Stará Ľubovňa
- 1994 – Bílé na bílém, GMB, Bratislava
- 1991 – Eduard Antal – Elvíra Antalová, Galerie Tolerance, Hamburk, Německo
- 1989 – Výběr z tvorby, Dům kultury, Lučenec
- 1987 – Stálá expozice Novohradských umělců, Novohradská galerie, Lučenec
- 1987 – Z tvorby, MO ZSVU, Bratislava
- 1986 – Výstava pedagogů Fakulty architektury SVŠT, GMB, Bratislava
- 1984 – Výběr z tvorby, Galerie umění, Nové Zámky
- 1970 – Obrazy, Alšova síň, Praha, Česko
- 1969 – Kresba a grafika, Malá scéna SND, Bratislava
- 1963 – Eduard Antal, Galerie C. Majerník, Bratislava
- 1959 – Výstava obrazů, Klub učitelů, Lučenec[2]

## Kolektivní výstavy
- 2003 – Neokonstruktivismus ve slovenském výtvarném umění, Národní technické muzeum, Praha
- 2000 – Hledání identity, Slovenský institut, Budapešť, Maďarsko
- 1997 – Klub konkrétistů, Oblastní galerie, Jihlava, Česko
- 1996 – Nová geometrie, Národní technické muzeum, Praha, Česko
- 1987 – KK – Club des Concrétistes, Raffael Gallery, Kronberg, Německo
- 1971 – Klub der Konkretisten, Gallerie Interior, Frankfurt nad Mohanem, Německo
- 1970 – Czechoslovak Graphics 1960 – 1970, Museum of modern art, Oxford, Spojené království[2]